# Claudio Valigi
Claudio Valigi (Deruta, 3 febbraio 1962) è un allenatore di calcio ed ex calciatore italiano, di ruolo centrocampista.

## Carriera

### Calciatore

#### Club
Cresciuto nella Ternana dove si distinse come uno dei giovani più promettenti, Valigi al termine del campionato 1981-82 si trovò nel mirino di alcune squadre di serie A, finendo per essere acquistato dalla Roma che precedette di un soffio il Milan.
Il giovane centrocampista umbro ebbe modo di mettersi in luce con la maglia giallorossa già durante la fase estiva della Coppa Italia inanellando una serie di buone prestazioni alle quali fece seguito un positivo campionato che lo vide cucirsi sulla maglia lo storico scudetto 1982-83, totalizzando 13 presenze da jolly di centrocampo, in grado di sostituire se necessario i titolari Falcão, Prohaska e Ancelotti senza farli rimpiangere.

Valigi al Perugia nel 1983

Liedholm gli affibbiò il nomignolo "erede di Falcão" per via di una certa somiglianza nello stile di gioco con il campione brasiliano, un accostamento con intendimenti propiziatori che però sortì l'effetto contrario. Malgrado il positivo torneo Valigi venne ceduto l'anno successivo al Perugia dove evidenziò parecchia difficoltà nel mantenere le aspettative che si erano create su di lui dopo l'esaltante stagione romana.
Dopo solo un anno in Umbria si trasferì a Padova. Indossò la maglia biancoscudata per cinque stagioni, riuscendo dopo un inizio difficile ad allontanare quell'etichetta scomoda che gli aveva ormai creato una crisi di identità, tornando gradualmente ad esprimersi al meglio delle sue potenzialità. Il prosieguo della sua carriera lo vide giocare a Messina, Mantova e Benevento, per poi chiudere la carriera nel suo paese umbro, Deruta.

#### Nazionale
È sceso in campo sei volte con la maglia della Nazionale dell'Italia Under-21 segnando una rete.

### Allenatore
Dal 2005 al 2010 è stato il tecnico della Primavera del Mantova. Il 15 giugno 2010 ha assunto la guida della Sambonifacese affiancato da Mirko Benevelli in qualità di allenatore in seconda. Il 25 maggio dell'anno seguente gli subentra Flavio Carnovelli.
Il 4 ottobre 2011 ritorna a Mantova come allenatore della prima squadra, venendo poi esonerato il 28 febbraio 2012 dopo scarsi risultati. Il 24 luglio seguente diventa l'allenatore della Lupa Frascati, società laziale che milita in Serie D. Il 21 dicembre viene esonerato dopo la sconfitta contro l'Ostiamare.
Dal 2014 è nello staff di Domenico Di Carlo come vice allenatore.
Dal Giugno 2019 dopo la rescissione col Chievo segue mister Di Carlo al Lanerossi Vicenza del patron Renzo Rosso, venendo esonerato insieme a Di Carlo a settembre 2021.

## Statistiche

### Presenze e reti nei club
| Stagione         | Squadra          | Campionato       | Campionato | Campionato | Coppe nazionali | Coppe nazionali | Coppe nazionali | Coppe continentali | Coppe continentali | Coppe continentali | Altre coppe | Altre coppe | Altre coppe | Totale | Totale |
| Stagione         | Squadra          | Comp             | Pres       | Reti       | Comp            | Pres            | Reti            | Comp               | Pres               | Reti               | Comp        | Pres        | Reti        | Pres   | Reti   |
| ---------------- | ---------------- | ---------------- | ---------- | ---------- | --------------- | --------------- | --------------- | ------------------ | ------------------ | ------------------ | ----------- | ----------- | ----------- | ------ | ------ |
| 1976-1977        | Ternana          | B                | 0          | 0          | CI              | ?               | ?               | -                  | -                  | -                  | -           | -           | -           | 0      | 0      |
| 1977-1978        | Ternana          | B                | 0          | 0          | CI              | ?               | ?               | -                  | -                  | -                  | -           | -           | -           | 0      | 0      |
| 1978-1979        | Ternana          | B                | 0          | 0          | CI              | ?               | ?               | -                  | -                  | -                  | -           | -           | -           | 0      | 0      |
| 1979-1980        | Ternana          | B                | 2          | 0          | CI              | ?               | ?               | -                  | -                  | -                  | -           | -           | -           | 2      | 0      |
| 1980-1981        | Ternana          | C1               | 27         | 0          | CI-C            | ?               | ?               | -                  | -                  | -                  | -           | -           | -           | 27     | 0      |
| 1981-1982        | Ternana          | C1               | 31         | 1          | CI-C            | ?               | ?               | -                  | -                  | -                  | -           | -           | -           | 31     | 1      |
| Totale Ternana   | Totale Ternana   | Totale Ternana   | 60         | 1          |                 | ?               | ?               |                    |                    |                    |             |             |             | 60     | 1      |
| 1982-1983        | Roma             | A                | 13         | 0          | CI              | 9               | 0               | CU                 | 4                  | 0                  | -           | -           | -           | 26     | 0      |
| 1983-1984        | Perugia          | B                | 35         | 1          | CI              | ?               | ?               | -                  | -                  | -                  | -           | -           | -           | 35     | 1      |
| 1984-1985        | Padova           | B                | 38         | 3          | CI              | ?               | ?               | -                  | -                  | -                  | -           | -           | -           | 38     | 3      |
| 1985-1986        | Padova           | C1               | 33         | 3          | CI+CI-C         | ?+?             | ?+?             | -                  | -                  | -                  | -           | -           | -           | 33     | 3      |
| 1986-1987        | Padova           | C1               | 33         | 8          | CI-C            | ?               | ?               | -                  | -                  | -                  | -           | -           | -           | 33     | 8      |
| 1987-1988        | Padova           | B                | 31         | 3          | CI              | ?               | ?               | -                  | -                  | -                  | -           | -           | -           | 31     | 3      |
| 1988-gen. 1989   | Padova           | B                | 0          | 0          | CI              | ?               | ?               | -                  | -                  | -                  | -           | -           | -           | 0      | 0      |
| Totale Padova    | Totale Padova    | Totale Padova    | 135        | 17         |                 | ?               | ?               |                    |                    |                    |             |             |             | 135    | 17     |
| gen.-giu. 1989   | Messina          | B                | 6          | 0          | CI              | ?               | ?               | -                  | -                  | -                  | -           | -           | -           | 6      | 0      |
| 1989-gen. 1990   | Messina          | B                | 0          | 0          | CI              | ?               | ?               | -                  | -                  | -                  | -           | -           | -           | 0      | 0      |
| Totale Messina   | Totale Messina   | Totale Messina   | 6          | 0          |                 | ?               | ?               |                    |                    |                    |             |             |             | 6      | 0      |
| gen.-giu. 1990   | Mantova          | C1               | 3          | 0          | CI-C            | ?               | ?               | -                  | -                  | -                  | -           | -           | -           | 3      | 0      |
| 1990-1991        | Mantova          | C1               | 18         | 0          | CI+CI-C         | ?+?             | ?+?             | -                  | -                  | -                  | -           | -           | -           | 18     | 0      |
| Totale Mantova   | Totale Mantova   | Totale Mantova   | 21         | 0          |                 | ?               | ?               |                    |                    |                    |             |             |             | 21     | 0      |
| 1991-1992        | Benevento        | D                | 16         | 0          | CI-Dil          | ?               | ?               | -                  | -                  | -                  | -           | -           | -           | ?      | ?      |
| 1992-1993        | Benevento        | D                | 23         | 1          | CI-Dil          | ?               | ?               | -                  | -                  | -                  | -           | -           | -           | ?      | ?      |
| Totale Benevento | Totale Benevento | Totale Benevento | 39         | 1          |                 | ?               | ?               |                    |                    |                    |             |             |             | ?      | ?      |
| 1993-1994        | Deruta           | Ecc              | ?          | ?          | CI-Dil          | ?               | ?               | -                  | -                  | -                  | -           | -           | -           | ?      | ?      |
| Totale carriera  | Totale carriera  | Totale carriera  | 309+       | 20+        |                 | 9+              | 0+              |                    | 4                  | 0                  |             |             |             | 322+   | 20+    |

### Cronologia presenze e reti in nazionale
| Cronologia completa delle presenze e delle reti in nazionale ― Italia under 21 | Cronologia completa delle presenze e delle reti in nazionale ― Italia under 21 | Cronologia completa delle presenze e delle reti in nazionale ― Italia under 21 | Cronologia completa delle presenze e delle reti in nazionale ― Italia under 21 | Cronologia completa delle presenze e delle reti in nazionale ― Italia under 21 | Cronologia completa delle presenze e delle reti in nazionale ― Italia under 21 | Cronologia completa delle presenze e delle reti in nazionale ― Italia under 21 | Cronologia completa delle presenze e delle reti in nazionale ― Italia under 21 |
| Data                                                                           | Città                                                                          | In casa                                                                        | Risultato                                                                      | Ospiti                                                                         | Competizione                                                                   | Reti                                                                           | Note                                                                           |
| ------------------------------------------------------------------------------ | ------------------------------------------------------------------------------ | ------------------------------------------------------------------------------ | ------------------------------------------------------------------------------ | ------------------------------------------------------------------------------ | ------------------------------------------------------------------------------ | ------------------------------------------------------------------------------ | ------------------------------------------------------------------------------ |
| 6-10-1982                                                                      | Enns                                                                           | Austria under 21                                                               | 1 – 1                                                                          | Italia under 21                                                                | Amichevole                                                                     | 1                                                                              |                                                                                |
| 27-10-1982                                                                     | Benevento                                                                      | Italia under 21                                                                | 2 – 0                                                                          | Romania under 21                                                               | Qual. Europeo Under-21 1984                                                    | -                                                                              |                                                                                |
| 11-11-1982                                                                     | Praga                                                                          | Cecoslovacchia under 21                                                        | 2 – 1                                                                          | Italia under 21                                                                | Qual. Europeo Under-21 1984                                                    | -                                                                              |                                                                                |
| 1-12-1982                                                                      | Limisso                                                                        | Cipro under 21                                                                 | 1 – 0                                                                          | Italia under 21                                                                | Qual. Europeo Under-21 1984                                                    | -                                                                              |                                                                                |
| 20-4-1983                                                                      | Cremona                                                                        | Italia under 21                                                                | 2 – 0                                                                          | Spagna under 21                                                                | Amichevole                                                                     | -                                                                              |                                                                                |
| 27-4-1983                                                                      | Trieste                                                                        | Italia under 21                                                                | 2 – 1                                                                          | Cecoslovacchia under 21                                                        | Qual. Europeo Under-21 1984                                                    | -                                                                              | 82’                                                                            |
| Totale                                                                         |                                                                                | Presenze                                                                       | 6                                                                              |                                                                                | Reti                                                                           | 1                                                                              |                                                                                |

## Palmarès

### Giocatore
- Campionato italiano: 1

Roma: 1982-1983